# Tall Girl 2
Tall Girl 2 è un film del 2022 diretto da Emily Ting.
È il sequel del film Tall Girl del 2019.

## Trama
Finalmente Jodi realizza il suo sogno di diventare la protagonista del musical della scuola. Ma dovrà fare i conti con la popolarità e con chi le sta intorno.

## Distribuzione
Il film è stato distribuito sulla piattaforma Netflix dall'11 febbraio 2022.